# 1551 en France
Chronologie de la France
- 1547
- 1548
- 1549
- 1550
- 1551
- 1552
- 1553
- 1554
- 1555

## Événements
- 13 février : déclaration portant règlement pour la nourriture des pauvres de la ville de Paris[1].
- 27 mai : traité d’alliance d’Amboise entre Henri II et le duc de Parme Octave Farnèse, qui est déchu par le pape Jules III le 8 juin[2].
- 27 juin : édit de Châteaubriant interdisant toutes fonctions municipales ou judiciaires aux protestants[3].
- 2 juillet : Anne de Montmorency est rappelé par Henri II qui le fait pair de France[4]. Il se montre intransigeant en matière religieuse et pousse le roi à persécuter les protestants.

- 5 octobre : Henri II signe le traité secret de Friedewald avec les princes protestants allemands de la Ligue de Smalkade[5].

- 14 novembre : une ordonnance royale fixe le tarif des douanes intérieures[6].

## Naissances en 1551
- 19 septembre : Alexandre-Édouard, futur Henri Ier de Pologne puis Henri III, roi de France, frère de François II et de Charles IX, mort en 1589.
- Siméon-Guillaume de La Roque, poète français, mort en 1611.

## Décès en 1551
- 22 septembre : François III d’Orléans, duc de Longueville, comte de Montgommery, comte de Tancarville, vicomte d’Abberville, comte de Neufchâtel, pair de France. (° 30 octobre 1535)